# Patrimoni dell'umanità dell'Azerbaigian
I patrimoni dell'umanità dell'Azerbaigian sono i siti dichiarati dall'UNESCO come patrimonio dell'umanità in Azerbaigian, che è divenuto parte contraente della Convenzione sul patrimonio dell'umanità il 16 dicembre 1993, come uno degli stati successori dell'Unione delle Repubbliche Socialiste Sovietiche.
Al 2023 i siti iscritti nella Lista dei patrimoni dell'umanità sono cinque, mentre dieci sono le candidature per nuove iscrizioni. Il primo sito iscritto nella lista è stata la Città murata di Baku con il Palazzo degli Shirvanshah e la Torre della Vergine, inseriti nel 2000, durante la ventiquattresima sessione del comitato del patrimonio mondiale. Sette anni dopo, nella trentunesima sessione, è stato inserito il secondo patrimonio azero: il Paesaggio culturale dell'arte rupestre di Qobustan. Il Centro storico di Şəki con il Palazzo del Khan, terzo sito azero, è stato aggiunto alla lista nel 2019, durante la quarantatreesima sessione del comitato. Il quarto e il quinto patrimonio, le Foreste ircane (estese dal vicino Iran) e il Paesaggio culturale del popolo Khinalig e percorso di transumanza "Köç Yolu", sono stati icritti nel 2023 dalla quarantacinquesima sessione del comitato. Quattro siti sono considerati culturali, secondo i criteri di selezione, uno naturale; uno è parte di un sito transnazionale.

## Siti del Patrimonio mondiale
| Foto | Sito                                                                           | Luogo                                                                               | Tipo                     | Anno | Descrizione |
| ---- | ------------------------------------------------------------------------------ | ----------------------------------------------------------------------------------- | ------------------------ | ---- | --- |
|      | Città murata di Baku con il Palazzo degli Shirvanshah e la Torre della Vergine | Baku                                                                                | Culturale (958; iv)      | 2000 | Costruita su un sito abitato fin dal Paleolitico, la città murata di Baku rivela prove della presenza zoroastriana, sasanide, araba, persiana, shirvani, ottomana e russa in continuità culturale. Il centro storico (Icheri Sheher) ha conservato gran parte delle sue mura difensive del XII secolo. La Torre della Vergine del XII secolo (Giz Galasy) è costruita su strutture precedenti risalenti al VII-VI secolo a.C. e il Palazzo degli Shirvanshah del XV secolo è una delle perle dell'architettura dell'Azerbaigian. |
|      | Paesaggio culturale dell'arte rupestre di Qobustan                             | Distretto di Qaradağ, Distretto di Abşeron                                          | Culturale (1076; iii)    | 2007 | Il paesaggio culturale dell'arte rupestre di Qobustan copre tre aree di un altopiano di massi rocciosi che emergono dal semi-deserto dell'Azerbaigian centrale, con un'eccezionale collezione di oltre 6.000 incisioni rupestri che testimoniano 40.000 anni di arte rupestre. Il sito presenta anche resti di grotte abitate, insediamenti e sepolture, tutti a testimonianza di un intenso uso umano da parte degli abitanti della zona durante il periodo umido successivo all'ultima era glaciale, dal Paleolitico superiore al Medioevo. Il sito, che copre un'area di 537 ettari, fa parte della più ampia riserva protetta di Qobustan. |
|      | Centro storico di Şəki con il Palazzo del Khan                                 | Şəki                                                                                | Culturale (1549; ii, v)  | 2019 | La storica città di Sheki si trova ai piedi delle montagne del Gran Caucaso ed è divisa in due dal fiume Gurjana. Mentre la parte settentrionale più antica è costruita sulla montagna, la sua parte meridionale si estende nella valle del fiume. Il suo centro storico, ricostruito dopo la distruzione di una precedente città da colate di fango nel XVIII secolo, è caratterizzato da un insieme architettonico tradizionale di case con alti tetti a due spioventi. Situata lungo importanti rotte commerciali storiche, l'architettura della città è influenzata dalle tradizioni edilizie safavide, qajar e russe. Il Palazzo dei Khan, nel nord-est della città, e un certo numero di case mercantili riflettono la ricchezza generata dall'allevamento dei bachi da seta e dal commercio di bozzoli di seta dalla fine del XVIII al XIX secolo. |
|      | Foreste ircane                                                                 | Distretto di Astara, Distretto di Lənkəran, Distretto di Lerik (condiviso con Iran) | Naturale (1584; ix)      | 2023 | Le nuove componenti di Dangyaband e della valle di İstisuchay contengono foreste antiche di grande valore appartenenti alle foreste ircaniane e completano le parti già iscritte in Iran. Le foreste ircane formano un massiccio boscoso unico che si estende lungo la costa meridionale del Mar Caspio, con una storia che risale ai 25-50 milioni di anni fa. Gli elementi appena iscritti comprendono ecosistemi completi, che ospitano i principali predatori come il leopardo, il lupo e l’orso bruno, e la foresta ha un alto grado di specie arboree rare ed endemiche. Gli alberi più antichi presenti hanno 300-400 anni, alcuni forse fino a 500 anni. |
|      | Paesaggio culturale del popolo Khinalig e percorso di transumanza "Köç Yolu"   | Khinalug                                                                            | Culturale (1696; iii, v) | 2023 | Questo paesaggio culturale comprende il villaggio di Khinalug in alta montagna nell'Azerbaigian settentrionale, i pascoli estivi in alta quota e i terrazzamenti agricoli nelle montagne del Grande Caucaso, i pascoli invernali nelle pianure dell'Azerbaigian centrale e il collegamento di transumanza stagionale lungo 200 chilometri: il percorso chiamato Köç Yolu ("rotta migratoria"). Il villaggio di Khinalug ospita il popolo semi-nomade Khinalig, la cui cultura e stile di vita sono definiti dalla migrazione stagionale tra pascoli estivi e invernali, e che conserva l'antica via della transumanza verticale a lunga distanza. La rete organicamente evoluta che comprende antichi percorsi, pascoli temporanei e alpeggi, mausolei e moschee illustra un sistema eco-sociale sostenibile adattato a condizioni ambientali estreme.    |

## Siti candidati
| Foto | Sito                                                                   | Luogo                 | Tipo                           | Anno       | Descrizione |
| ---- | ---------------------------------------------------------------------- | --------------------- | ------------------------------ | ---------- | --- |
|      | Suraxanı, Ateshgah (adoratori del fuoco, tempio-museo presso Suraxanı) | Suraxanı              | Culturale (1172; i, iii)       | 30/09/1998 | Il tempio si trova all'interno dell'area metropolitana di Baku nel villaggio di Suraxanı nella penisola di Abşeron, che era uno dei centri più importanti dello Zoroastrismo nella storia. Gli edifici attuali risalgono al XVII secolo. Il complesso pentagonale ha un cortile aperto con al centro un altare a quattro pilastri. Questo era un luogo di pellegrinaggio e un centro filosofico di adoratori del fuoco di Multan, che commerciavano anche con l'area del Mar Caspio attraverso la famosa "Grand Trunk Road". Il tempio cessò di essere venerato dopo il 1883, con l'installazione di impianti industriali di petrolio a Surakhany. |
|      | Mausolei di Naxçıvan                                                   | Naxçıvan              | Culturale (1173; i, iv)        | 30/09/1998 | All'inizio del XII secolo Naxçıvan divenne la capitale dello stato dell'Atabek e si trasformò in un centro di arte edilizia. Nel 1162 (557) la costruzione del mausoleo della testa dello sceicco Yusif figlio di Kuseyir, fu realizzata dall'architetto Adjemi ibn Abubekr. L'edificio a pianta ottagonale è stato rialzato con mattoni cotti e completato con un tetto a forma di piramide. Ogni bordo del mausoleo è notevole per i motivi di ornamento geometrico. Lungo la sommità dell'edificio è presente un'ampia fascia di fregi con un'iscrizione dal Corano. Lo spazio interno del mausoleo è diviso nella spaziosa camera superiore e nella tomba. La tomba è coperta da una cupola piatta. |
|      | Deposito di fauna e flora quaternaria "Binəqədi"                       | Distretto di Binəqədi | Naturale (1175; viii, ix)      | 30/09/1998 | Il ritrovamento Binəqədi ci dà un'idea chiara della fauna e della flora del Pliocene. La ricca vegetazione e la diversità degli insetti legate all'acqua, sono la prova che nei tempi antichi qui c'era una fonte di acqua dolce. In fondo ad un antico lago prosciugato sono stati scoperti numerosi resti di animali ricoperti da uno spesso strato di petrolio: circa 50 000 ossa di vari animali. In particolare, sono stati identificati 40 esemplari di mammiferi, 120 specie di uccelli, 2 specie di rettili e un esemplare di anfibi tra i vertebrati, oltre a 107 specie di insetti e 22 specie di resti vegetali. |
|      | Cono di fango di Lökbatan                                              | Lökbatan              | Naturale (1176; vii, viii, ix) | 30/09/1998 | Questo vulcano di fango presenta una quantità di eruzioni tra le più alte (circa 20). Come per molti altri coni di fango, non ci sono grifoni di fango a Lökbatan. Nella struttura geologica di questo cono di fango sono presenti depositi del Pliocene superiore e medio degli stadi di Absheron e Aghdjagil e ricchi strati. Questi depositi affiorano in superficie come una cresta attorno al cono di fango. Strutturalmente si trova sulla sommità dell'anticlinale trasversale. La prima eruzione del cono di fango fu nel 1864. |
|      | Montagna "Stadio di Baku"                                              | Bibiheybət            | Naturale (1177; viii, ix)      | 30/09/1998 | Sulle pendici di questa montagna alla profondità di 70 metri si apre la classica colonna di depositi antropogeni inferiori. Dopo essere stata studiata per la prima volta da Dmitry Golubyatnikov la colonna di questi depositi è stata introdotta nella letteratura geologica mondiale come colonna stratigrafica. Essendo ricco di depositi geologici del periodo "Baku" e di resti paleontologici, questo monumento naturale è unico e di grande importanza. Posizionata sulla costa del Mar Caspio e vicino al centro della città di Baku, l'ampio panorama aumenta il valore estetico di questa montagna. |
|      | Costruzioni difensive della costa del Caspio                           | Lökbatan              | Culturale (1573)               | 24/10/2001 | Nella parte settentrionale dell'Azerbaigian, sulla sponda del Mar Caspio, a seguito di urgenze storiche si costituì un complesso di costruzioni difensive, che aveva importanza militare, strategica, commerciale ed economica. Questo complesso è costituito da centinaia di ostacoli difensivi, roccaforti e torri cittadine. Il confine geografico delle costruzioni difensive della costa del Caspio occupa il territorio dalla città di Derbent alla penisola di Abşeron. Per proteggere un territorio così vasto, sono state costruite enormi costruzioni, estese per molti chilometri, che compongono un sistema difensivo unito. La candidatura comprende opere difensive situate a Besh Barmag, Chirag Gala, Gilgilçay, Mərdəkan, Nardaran, Ramana, Sabayil e Shabran. |
|      | Riserva storica e architettonica di Şuşa                               | Şuşa                  | Culturale (1574; i, iv, v, vi) | 24/10/2001 | Şuşa è densamente circondata da boschi e fu fondata in cima a una montagna, una roccaforte naturale, circondata da ripidi precipizi da tre lati, nei secoli XVII-XVIII come capitale del Khanato del Karabakh. L'edificio religioso più commemorativo della città è la Moschea del Venerdì Yuhari Govhraga. Şuşa ha preso parte attiva al commercio internazionale soprattutto nel commercio della seta, e la conferma di ciò possono essere i centri commerciali, che si sono sviluppati nella struttura della città e nei caravanserragli. La ricca eredità di Shusha comprende alcune strade e piazze, le mura della fortezza, palazzi, come il palazzo di Panah Ali khan, la cattedrale, la chiesa verde, i mausolei, le sorgenti, le case dell'aristocrazia cittadina. |
|      | Riserva storica e architettonica di Ordubad                            | Ordubad               | Culturale (1575; i, iv, v)     | 24/10/2001 | Ordubad, essendo un'antica città del Caucaso, è interessante con la sua struttura e monumenti architettonici. Il piano edilizio della città offre l'opportunità di conoscere la cultura urbanistica dei feudatari orientali. Ordubad era una delle città commerciali più importanti, con carovane che passavano dalla Cina, dall'Europa e dall'India. Uno degli edifici più antichi - la moschea e i suoi dintorni - può essere considerato il principale luogo d'interesse della città. La piazza del mercato medievale nel centro di Ordubad è un modello di quel periodo. Le antiche strade, che conducono al complesso della moschea di vetro del centro, sono state conservate come costruzioni architettoniche. Non lontano dalla moschea di vetro c'erano caravanserragli e un grande mercato, dove venivano portate seta e frutta secca per i paesi dell'Europa orientale. |
|      | Ponti di Khodaafarin e siti correlati                                  | Distretto di Cəbrayıl | Culturale (6621; ii, iv)       | 15/07/2021 | I ponti di Khodaafarin si trovano sul fiume Aras sul confine tra l'Azerbaigian e l'Iran. Il sito comprende un ponte di 11 campate e un ponte di 15 campate situati sul fiume Aras tra i villaggi di Khodaafarin e Gumlakh. Tra i ponti c'è una distanza di 750 m: il ponte a 11 campate si trova a ovest e il ponte a 15 campate a est. Entrambi i ponti rappresentano preziosi esempi della cultura costruttiva azera nel Medioevo. |
|      | Siti preistorici delle grotte di Azokh e Taghlar                       | Boyuk Taghlar, Togh   | Culturale (6547; i, iii)       | 23/08/2021 | Le grotte di Azokh e Taghlar sono due siti preistorici di eccezionale valore come luoghi di dimora degli ominidi già da 1 200 000 anni fa e testimonianza della fauna preistorica. Gli scavi archeologici delle grotte, iniziati all'inizio degli anni '60, hanno permesso la scoperta di un'enorme varietà di strumenti, fossili di animali, resti che testimoniano l'importanza che la regione del Caucaso meridionale ha avuto nelle migrazioni umane in epoca preistorica, fornendo prove di credenze preistoriche delle specie di ominidi e dell'uso precoce dei focolari. |